# Arnolt Schlick
Arnolt Schlick (også Arnold; født før 1460 og formodentlig i Heidelberg; død efter 1521 formodentlig samme sted) var en tysk renæssancekomponist, lutspiller, organist og orgelsagkyndig.
Schlick skrev den første afhandling om bygning, stemning og spil af orgler. Han var blind, men sandsynligvis ikke fra fødslen.

## Liv
Det første bevarede dokument, som omhandler Schlick, er vielsesattesten, sandsynligvis fra 1482, hvor han er opført som hoforganist. I 1486 spillede han ved hoffet hos Maximilian I i Frankfurt, og fra ca. 1509 var han ansat som organist ved det kurpfalsiske hof i Heidelberg, og blev der livet ud. Schlick var den bedst betalte musiker ved hoffet med en løn mere end dobbelt så høj som den næst bedst betalte, så han må have haft en høj stjerne hos sin arbejdsgiver.
Det sidste historiske vidnesbyrd om Schlick stammer fra 1521, da han sendte nogen af sine kompositioner til fyrstbispen af Trient, Bernhard von Cles (senere kardinal).

## Virke
I 1511 offentliggjorde Schlick Spiegel der Orgelmacher und Organisten, hvori han behandlede vigtige aspekter ved orgelbygning, som orgelpibernes størrelse og form (mensur), pibemateriale, blæsebælge, placering og stemning af orgler. Bogen blev anset som tabt indtil det blev fundet et eksemplar i 1860. Der blev også fundet et i 1952.
De kompositioner, som er bevarede fra Slick, viser en stor musikalsk og formal originalitet, som et tistemmigt orgelstykke og canons med kontrapunkterende stemmer, som sætter ind på samme tid.
Schlicks lutstykker, stort set arrangementer af populære sange, er blandt de første af sin slags, som blev udgivet. Alligevel er orgelmusikken af endda større historisk betydning: med en sofistikeret cantus firmus-teknik, flere helt uafhængige melodilinjer (op til fem stemmer – i et tilfælde hele ti), pedalstemmer med en kompleksitet man ikke finder igen før på 1600-tallet og en udstrakt brug af imitation, foregriber orgelmusikken hans barokmusikken med omtrent hundrede år, hvilket gør Schlick til en af musikhistoriens vigtigste komponister af klaviaturmusik.
Endvidere findes nogen sange for fire stemmer, og han skrev tillige nogen messer, som er tabt.
Schlick var også en efterspurt orgelsagkyndig, som blandt andre inspicerede og godkendte orglerne i Speyerdomkirken, Straßburger Münster og Stiftskirche Neustadt an der Weinstraße (1516).

## Betydning
I lighed med sine bekendte, Paul Hofhaimer og Sebastian Virdung, regnes Arnolt Schlick til renæssancemusikkens kolorister. Hans metode med at væve kontrapunktiske linjer omkring en cantus firmus, som er afledt af en koralmelodi, peger fremover mod udviklingen koralpræludiet, som kulminerede med Johann Sebastian Bachs musik mere end to hundrede år senere.
I stedet for den middeltone temperering, som var almindelig på Schlicks tid, beskrev han i Spiegel der Orgelmacher und Organisten en praktisk orienteret uligesvævende temperering. 170 år senere udarbejdede Andreas Werckmeister en temperering i lighed med den, Schlick skitserede. Med sådanne skalaer kan man spille mere end i nogen få nært beslægtede tonarter, og dette er en forudsætning for udviklingen af den europæiske musiktradition, vi kender.

## Værker
- Spiegel der Orgelmacher und Organisten, allen Stiften und Kirchen, so Orgeln halten oder machen lassen, hochnützlich, Speyer 1511; Faksimile og en oversættelse til moderne tysk af Paul Smets, Mainz 1959; teksttro aftryk (med faksimile. Titelblad) af W. Bethge junior: Arnolt Schlick's Spiegel der Orgelmacher und Organisten 1511, i: Monatshefte für Musik-Geschichte, 1869, s. 77-114 Bayerische Staatsbibliothek digital
- Tabulaturen etlicher lobgesang vnd lidlein vff die orgeln vn lauten, Mainz 1512
- 8 Verse über Gaude dei genitrix, 1 Bicinium Ascendo ad patrem meum und ein zehnstimmiges Ascendo ad patrem meum, Trient, Archivio di Stato, Sezione tedesca Nr. 105; Moderne udgave i Hommage à l'Empereur Charles-Quint, udgivet af M.S. Kastner, Barcelona 1954